# (400363) 2007 VE226
(400363) 2007 VE226 es un asteroide perteneciente al cinturón de asteroides descubierto el 20 de octubre de 2007 por el equipo del Mount Lemmon Survey desde el Observatorio del Monte Lemmon, Arizona, Estados Unidos.

## Designación y nombre
Designado provisionalmente como 2007 VE226.

## Características orbitales
2007 VE226 está situado a una distancia media del Sol de 2,689 ua, pudiendo alejarse hasta 3,109 ua y acercarse hasta 2,270 ua. Su excentricidad es 0,156 y la inclinación orbital 12,63 grados. Emplea 1611,30 días en completar una órbita alrededor del Sol.

## Características físicas
La magnitud absoluta de 2007 VE226 es 16,8. 